# Lex Gabinia tabellaria
La lex Gabinia cosiddetta tabellaria (da non confondere con la lex Gabinia 'de piratis persequendis') fu una legge romana approvata nel 139 a.C. dal tribuno della plebe Aulo Gabinio.

## Disposizioni
La legge stabiliva l'introduzione di apposite tabelle (da cui il nome) come strumento per indicare la propria preferenza elettorale nell'ambito dei comitia, garantendo, almeno in teoria, la segretezza del voto. Stessa disposizione avrebbe implicato in seguito la lex Cassia tabellaria del 137 a.C., nell'ambito dei processi giudiziari (iudicia).